# Liste der Kulturgüter in Riviera
Die Liste der Kulturgüter in Riviera enthält alle Objekte in der Gemeinde Riviera im Kanton Tessin, die gemäss der Haager Konvention zum Schutz von Kulturgut bei bewaffneten Konflikten, dem Bundesgesetz vom 20. Juni 2014 über den Schutz der Kulturgüter bei bewaffneten Konflikten sowie der Verordnung vom 29. Oktober 2014 über den Schutz der Kulturgüter bei bewaffneten Konflikten unter Schutz stehen.
Objekte der Kategorie A sind im Gemeindegebiet nicht ausgewiesen, Objekte der Kategorie B sind vollständig in der Liste enthalten, Objekte der Kategorie C fehlen zurzeit (Stand: 1. Januar 2023).

## Kulturgüter
| Foto |                                                                                | Objekt                                                                                              | Kat. | Typ | Standort                                       | Beschreibung |
| ---- | ------------------------------------------------------------------------------ | --------------------------------------------------------------------------------------------------- | ---- | --- | ---------------------------------------------- | ------------ |
| ja   | Datei hochladen · Wikidata zu Pfarrkirche Santi Martiri Maccabei (Q3668293)    | Pfarrkirche Santi Martiri Maccabei / Chiesa parrocchiale dei Santi Martiri Maccabei KGS-Nr.: 05493  | B    | G   | Iragna, Via Monsignor Tartini 717679 / 132079  |              |
| ja   | Datei hochladen · Wikidata zu Pfarrkirche Sant’Ambrogio (Q3672357)             | Pfarrkirche Sant’Ambrogio / Chiesa parrochiale di Sant’Ambrogio KGS-Nr.: 05524                      | B    | G   | Lodrino, Cà da Löügh 718570 / 128946           |              |
| ja   | Datei hochladen · Wikidata zu Kirche San Martino (Q3671127)                    | Kirche San Martino / Chiesa di San Martino KGS-Nr.: 05525                                           | B    | G   | Lodrino, Pai 717988 / 129823                   |              |
| ja   | Datei hochladen · Wikidata zu Pfarrkirche Santi Felino e Gratiniano (Q3668144) | Pfarrkirche Santi Felino e Gratiniano / Chiesa parrochiale Santi Felino e Gratiniano KGS-Nr.: 05662 | B    | G   | Osogna, Piazza della Chiesa 3 719272 / 130282  |              |
| ja   | Datei hochladen · Wikidata zu Kirche Santa Maria del Castello (Q3673725)       | Kirche Santa Maria del Castello / Chiesa di Santa Maria del Castello KGS-Nr.: 05663                 | B    | G   | Osogna, Sentiero a Santa Maria 719382 / 130396 |              |
| ja   | Datei hochladen · Wikidata zu Kirche Santa Pietà (Q3669144)                    | Kirche Santa Pietà / Chiesa della Santa Pietà KGS-Nr.: 05664                                        | B    | G   | Osogna, Sentiero a Santa Pietà 719864 / 129199 |              |